# 카메룬의 국가
오 카메룬, 우리 선조의 요람이여(프랑스어: O Cameroun berceau de nos ancêtres 오 캄룬 베르소 드 노 장세트르[*])은 카메룬의 국가이다. 르네 잠 아파메가 제작, 사뮈엘 민키오 밤바, 모이즈 냐테 은코가 가사를 작사 하였다. 1978년에 국가로 제정되었다.
캐나다의 국가와 마찬가지로, 프랑스어 가사와 영어 가사가 존재하며 둘의 해석이 다른 것이 특징이다.

## 프랑스어 가사
1절
O Cameroun berceau de nos ancêtres,
Va debout et jaloux de ta liberté,
Comme un soleil ton drapeau fier doit être,
Un symbole ardent de foi et d'unité.
Que tous tes enfants du Nord au Sud,
De l'Est à l'Ouest soient tout amour,
Te servir que ce soit le seul but,
Pour remplir leur devoir toujours.
후렴
Chère Patrie, Terre chérie,
Tu es notre seul et vrai bonheur,
Notre joie, notre vie,
En toi l'amour et le grand honneur.
2절
Tu es la tombe où dorment nos pères,
Le jardin que nos aïeux ont cultivé.
Nous travaillons pour te rendre prospère,
Un beau jour enfin nous serons arrivés.
De l'Afrique sois fidèle enfant
Et progresse toujours en paix,
Espérant que tes jeunes enfants
T'aimeront sans bornes à jamais.

## 영어 가사
1절
O Cameroon, Thou Cradle of our Fathers,
Holy Shrine where in our midst they now repose,
Their tears and blood and sweat thy soil did water,
On thy hills and valleys once their tillage rose.
Dear Fatherland, thy worth no tongue can tell!
How can we ever pay thy due?
Thy welfare we will win in toil and love and peace,
Will be to thy name ever true!
후렴
Land of Promise, land of Glory!
Thou, of life and joy, our only store!
Thine be honour, thine devotion,
And deep endearment, for evermore.
2절
From Shari, from where the Mungo meanders
From along the banks of lowly Boumba Stream,
Muster thy sons in union close around thee,
Mighty as the Buea Mountain be their team;
Instil in them the love of gentle ways,
Regret for errors of the past;
Foster, for Mother Africa, a loyalty
That true shall remain to the last.

## 해석

### 프랑스어 가사
1절
오 카메룬 우리 선조의 땅이여,
우리가 자유로부터 일어서는 것을 질시하고 있는,
태양같은 그대의 깃발이 되리라,
열정적인 믿음과 화합의 상징인.
북과 남의 모든 아이들이,
동과 서의 모든 사람들이 사랑으로 하나가 되니
기다림의 당신의 유일한 목표가 되리라.
그것이 그들의 의무를 영원히 이행하게 하리라.
후렴
친애하는 조국, 친애하는 대지여,
그대만이 우리의 진실된 행복이니
우리의 기쁨, 우리의 삶이여,
위대한 그대를 사랑하리라.

### 영어 가사
1절
오 카메룬 우리 조상의 요람이여,
우리 가운데 지금 안식하고 있는 신성한 신전이여,
그들의 눈물, 피, 땀은
그대의 언덕과 골짜기의 경작지를 적셨다네.
친애하는 조국이여, 그대의 가치는 우리의 혀로 말할 수 없다네!
우리가 어찌 이를 책임지랴?
그대의 복지로 우린 이 땅에서 사랑과 평화로 승리하리라.
그대의 이름이 항상 진실되리라!
후렴
약속의 땅, 영광의 땅이여,
삶과 기쁨으로 가득 찬 그대는 우리의 하나뿐인 곳이라!
그대는 명예와 헌신,
그리고 깊은 애정으로 영원히 남으리라.